# بیستریتسه (ناحیه فریدک-میستک)
بیستریتسه (به چکی: Bystřice) یک منطقهٔ مسکونی در جمهوری چک است که در ناحیه فریدک-میستک واقع شده‌است. بیستریتسه ۱۶٫۰۹ کیلومتر مربع مساحت و ۵٬۱۷۳ نفر جمعیت دارد و ۳۴۰ متر بالاتر از سطح دریا واقع شده‌است.